# The Rising Tide
The Rising Tide ist ein kanadischer Dokumentar-Kurzfilm von Jean Palardy, der 1949 erstmals veröffentlicht wurde. Auf der Oscarverleihung 1950 war er für einen Oscar nominiert.

## Inhalt
Der Film wirft einen Blick auf Genossenschaften, die in maritimen Provinzen dazu beitragen, dass die Menschen wieder Hoffnung fassen und vor allem die armutsgefährdeten Fischer wieder eine Perspektive haben. 

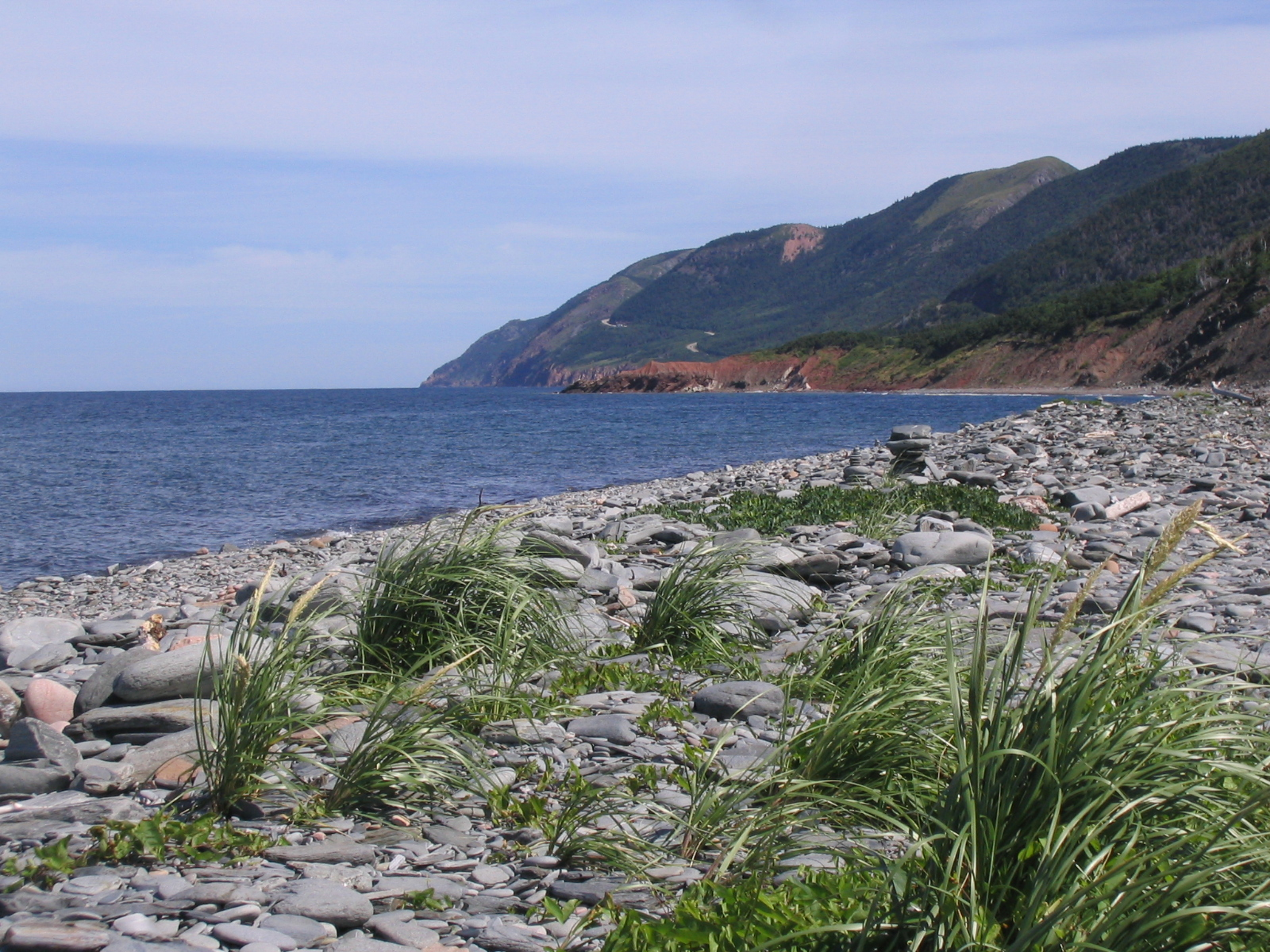
Westküste der Kap-Breton-Insel

Das Wachstum der Genossenschaften auf der im Nordatlantik gelegenen Kap-Breton-Insel, auf der circa ein Sechstel der Bevölkerung vom Fischfang lebt, ermöglicht es den dort lebenden Menschen nach den hoffnungslosen 1920er-Jahren wieder besseren Zeiten entgegenzusehen. Beispielhaft wird der Fischer Willie Leblanc vorgestellt.  

## Produktion
Produktionsfirma war die National Film Board of Canada (NFB).

## Auszeichnungen
Die St. Francis-Xavier University, Antigonish, Nova Scotia war mit dem Film auf der Oscarverleihung 1950 in der Kategorie „Bester Dokumentar-Kurzfilm“ für einen Oscar nominiert, der jedoch an Richard de Rochemont und den Film A Chance to Live sowie Edward Selzer und den Film So Much for So Little ging.
Der Film erhielt am 19. April 1950 eine besondere Erwähnung bei den Canadian Film Awards.